# Стань диким!
«Стань диким!» (англ. Into the Wild) — первая книга первого цикла серии книг «Коты-Воители». Написана Кейт Кэри под авторским псевдонимом Эрин Хантер. Сюжет раскрывает историю четырёх кошачьих племён.

## Сюжет
Однажды домашний котёнок Рыжик покидает сад своих хозяев и уходит гулять в лес. Там он встречает диких котов, которые предлагают ему вступить в их племя — Грозовое. Котёнок соглашается и на следующий день присоединяется к диким котам и становится учеником по имени Огонёк. Он знакомится с обычаями и традициями племени, учится охотиться и сражаться. Огонёк заводит дружбу с двумя другими учениками — серым Клубком и чёрным Горелым. Вместе с ними он исследует территорию племени и узнаёт о существовании ещё трёх племён, с которыми враждует его племя. Также он знакомится с целительницей Грозового племени Пестролистой и испытывает к ней симпатию. В день его прихода к диким котам в битве с соседями погибает от лап вражеского глашатая Грозовой глашатай Ярохвост, и воин Коготь мстит за его смерть, убивая Речного глашатая, Жёлудя.
Спустя две луны после вступления Огонька в племя он находит на своей территории старую облезлую кошку. Ему становится её жалко, и он её кормит и ест сам, чем нарушает Воинский закон. Его ловят с поличным. В старой кошке узнают целительницу племени Теней Щербатую и берут её в плен, а Огонька в наказание заставляют за ней ухаживать. Но в то же время, предводительница Синяя Звезда становится его наставницей. Заботясь о Щербатой, Огонёк всё больше привязывается к ней.
Вскоре во время охоты он встречает в лесу своего бывшего товарища, домашнего кота Чумазика, и убеждается, что не зря ушёл жить в племя. Приближается ночь полнолуния, и Синяя Звезда берёт его, Клубка и Горелого на Совет — мирное собрание всех четырёх племён. На Совете он слышит, как Горелый рассказывает о достопамятной битве с Речным племенем, в которой погиб Ярохвост, и в его рассказе Огонёк замечает странную вещь: Горелый говорит, что это Ярохвост убил Жёлудя, а не наоборот. На Совете предводитель племени Теней Звездолом объявляет об изгнании племени Ветра, поскольку его котам понадобились новые земли. Также он упоминает о страшной преступнице, изгнанной из его племени, и Грозовые коты начинают подозревать в ней Щербатую.
Синяя Звезда берёт троих друзей и Когтя к Лунному Камню — святилищу котов-воителей, где предводители и целители общаются со своими предками. Там она узнаёт, что в её отсутствие на Грозовой лагерь напало племя Теней, и все пятеро быстро возвращаются домой. Грозовое племя отбивает атаку, но в ней погибает новый глашатай Львиногрив, и его преемником становится Коготь. Горелый напуган возвышением Когтя. Огонёк замечает, что новый глашатай обвиняет чёрного котика в измене и наговаривает на него своим соплеменникам. От Горелого рыжий ученик узнаёт, что на самом деле это Коготь убил Ярохвоста.
Из детской пропадают котята, Щербатая сбегает, а Пестролистую находят мёртвой за детской. Синяя Звезда посылает Огонька с Клубком и Горелым найти Щербатую и узнать, она ли украла котят. Огонёк понимает, что Горелому представляется случай спастись от Когтя, и отправляет его жить на ферму к одиночке Ячменю. Вместе с Клубком он находит Щербатую и узнаёт, что она не виновата. Они втроём, несколько старейшин племени Теней и подоспевший Грозовой отряд проникают в лагерь племени Теней и изгоняют Звездолома и его свиту. Котята возвращаются домой, а Огонёк и Клубок в награду за это становятся воителями — Огнегривом и Крутобоком.

## Издание
«Стань диким!» вышла на английском языке в издательстве HaperCollins. Книга вышла в США в твёрдой обложке 21 января 2003 года, в мягкой обложке 6 января 2004 года и в электронной версии 13 октября 2009 года.

## Отзывы
В целом, «Стань диким!» получил положительные отзывы. Booklist посчитал роман «покалывающим в позвоночнике» и отметил, что «кошачьи персонажи верны своей кошачьей натуре…». Издательство Weekly высоко оценило волнение, а также добавило, что книга понравится любому человеку, который «когда-либо задавался вопросом, какие мечты о величии могут преследовать семейную кошку». В обзоре также хвалили мир кошек и темы, заложенные в книгу. В обзоре также отмечалось количество насилия. Киркус Ревьюз пошутил, что книга заставит владельцев кошек нервно смотреть на своих питомцев, прежде чем написать, что у Хантера «нет ни малейшего намека на сентиментальность». В обзоре отмечалось, как подростки увидят, насколько тяжело Огоньку приспособиться. Washington Times отметило возрастающее напряжение между Когтем и Огоньком и хвалит сцену, где Длиннохвост бросает вызов праву Огонька быть в племени.
Стиль книги сравнивают с серией Redwall Брайана Жака. Рецензент The Plain Dealer написал, что книга «оформлена в стиле классики Дж. Р. Р. Толкина или Брайана Жака». Хотя журнал School Library Journal рекомендовал книгу поклонникам Redwall, рецензент все же посчитал, что стиль не такой элегантный. Обзор из Fantasy Book Review, сравнивал серию Джоан Роулинг «Гарри Поттер» и «Стань диким!».

#### Награды и признание
«Стань диким!» занял третье место в конкурсе «Выбор юного читателя» за 2006 год. Роман был включен в Booklist «Toп 10 фэнтезийных книг для молодежи» в 2003 году.